# Miguel Coelho
Miguel de Souza Leão Coelho (Recife, 18 de setembro de 1990) é um advogado e político brasileiro filiado ao União Brasil (UNIÃO). Foi eleito, em 2014, o mais jovem deputado estadual em Pernambuco, com cerca de 55 mil votos e, em 2016, foi eleito prefeito de Petrolina com 60.509 votos.
Em 2020 foi reeleito com a maior votação da história de Petrolina. Miguel obteve 121.300, correspondendo a 76,19% dos votos válidos.
Em 25 de setembro de 2021 Miguel se filiou ao Democratas e lançado como pré-candidato ao Governo de Pernambuco.

## Biografia e família
Nascido no Recife, Miguel Coelho é filho do senador Fernando Bezerra Coelho e irmão dos deputados Fernando Coelho Filho e Antônio Coelho.
Faz parte da tradicional família Coelho Rodrigues de Paulistana, estado do Piauí, com raízes genealógicas na Freguesia de Paço de Sousa, no Distrito do Porto, em Portugal, visto que era bisneto de Clementino de Souza Coelho (Coronel Quelê), sendo, portanto, heptaneto de Domiciana Vieira de Carvalho e Valério Coelho Rodrigues.
Seu hexavô paterno, Lourenço Rodrigues Coelho (nasceu em Paulistana, Piauí) foi Membro da Junta Trina de Governos da Capitania do Piauí, no ano de 1797, na qualidade de vereador mais velho do senado da câmara de Oeiras.
O seu heptavô paterno, Valério Coelho Rodrigues, firmou importantes raízes históricas e sociais na Região do Nordeste e gerou uma vasta família com descendência que se projeta na política nacional do Brasil até os dias de hoje.
Como forma de homenagear Valério Coelho Rodrigues, o Governador do Piauí instituiu a Ordem Estadual Valério Coelho Rodrigues, pelo Decreto nº 15.311, de 19 de agosto de 2013, com a finalidade de agraciar cidadãos que se destacam por serviços de excepcional relevância prestados ao Estado.

## Carreira profissional e política
Teve a carreira profissional iniciada em São Paulo, onde se graduou bacharel em Direito. Possui Pós-Graduação Lato Sensu no Master em Liderança e Gestão Pública do Instituto Singularidades. Atualmente, realiza Pós-Graduação Lato Sensu em Gestão de Negócios pela Fundação Dom Cabral.
Em paralelo à atuação profissional, Miguel Coelho iniciou sua trajetória política aos 23 anos, ao se candidatar a deputado estadual pelo PSB. Foi eleito com expressiva votação no sertão e Vale do São Francisco, com destaque para municípios como Petrolina, Ouricuri, Lagoa Grande, Santa Filomena e Dormentes.
Na Assembleia Legislativa de Pernambuco, Miguel Coelho priorizou temas ligados à educação, agricultura, economia, segurança hídrica e desenvolvimento regional.[carece de fontes?] No início do mandato foi designado presidente da Comissão de Agricultura, Pecuária e Política Rural. O político ganhou notoriedade ao criar a União pelo Nordeste, um movimento suprapartidário que pretende reunir parlamentares e lideranças políticas nordestinas para a criação de uma política de estado voltada para o desenvolvimento do semiárido. Seu mandato também ficou marcado pela Comissão do PAC, um colegiado criado por Miguel para investigar os atrasos de obras do Programa de Aceleração do Crescimento, como a transposição do rio São Francisco e a transnordestina.

## Prefeito de Petrolina
Em julho de 2015, Miguel Coelho foi escolhido pelo diretório estadual para presidir a comissão provisória do PSB de Petrolina. O deputado colocou como metas principais organizar o grupo petrolinense a fim de transformar a comissão em diretório municipal. O deputado também pautou o cargo em função de ampliar o número de filiados e fortalecer o relacionamento do PSB de Petrolina com os movimentos sociais.[carece de fontes?]
Em 2016, Miguel Coelho foi candidato a prefeito de Petrolina pelo PSB na coligação "Petrolina com a Força do Povo" composto pelos partidos: PSB, PDT, PRTB, DEM, PSDC, PPL, PEN, PSC, SD, PR, PSD, PV, PTC, PSDB, PRP e REDE; tendo como candidata a vice-prefeita Luska Portela (DEM). Miguel terminou por vencer o pleito com 38,8% dos votos válidos, derrotando seus adversários, Odacy Amorim de Souza (PT), Edinaldo Lima (PMDB), Adalberto Cavalcanti (PTB) e Perpétua Rodrigues (PSOL).
Na eleição de Petrolina em 2020, foi candidato à reeleição para prefeito de Petrolina pelo MDB na coligação "Petrolina com Força e União", composta pelos partidos MDB, DEM, PTB, PL, PP, PSDB, PSC, Republicanos, Avante, PRTB, Patriota, PROS e Cidadania; tendo como candidato a Vice-prefeito Simão Durando Filho. Miguel terminou por vencer o pleito com 76,19% dos votos válidos, derrotando seus adversários, Júlio Lóssio Filho (PSD) Odacy Amorim de Souza (PT), Gabriel Menezes (PSL), Dr. Marcos (PSOL) e Deomiro Santos (PV).
Sua gestão é marcada por grandes investimentos em infraestrutura, saúde, educação e desenvolvimento social. Como resultado das ações e políticas públicas implementadas como prefeito, Miguel tem a aprovação de 88% da população de Petrolina, segundo pesquisa do Instituto de Pesquisas Sociais, Políticas e Econômicas (Ipespe).
A administração de Miguel Coelho também foi reconhecida pelas premiações “Prefeito Amigo da Criança”, da Fundação Abrinq, e o selo internacional da Unicef pelas políticas públicas voltadas para a infância. Teve ainda o reconhecimento da Superintendência de Desenvolvimento do Nordeste (Sudene) como a melhor gestão de Pernambuco e a sexta da região Nordeste.
Com médias acima de Pernambuco, do Nordeste e do Brasil, Petrolina se destacou em 2020 com a melhor educação básica entre todos os municípios de médio e grande porte do Estado, segundo dados divulgados pelo Ministério da Educação.
Já o Programa Nacional de Melhoria do Acesso e da Qualidade da Atenção Básica (PMAQ) do Ministério da Saúde classificou a Atenção Básica à Saúde do município de Petrolina como a melhor de Pernambuco e a oitava melhor no Brasil em 2018.
Petrolina também foi a única cidade do Nordeste a figurar entre as seis melhores do Brasil para fazer negócios, segundo ranking divulgado em 2021 pela revista Exame numa parceria com a consultoria Urban Systems.
Em outro levantamento, Petrolina foi apontada como a cidade que possui a melhor qualidade de vida no Nordeste, de acordo com ranking da consultoria Macroplan, também divulgado pela Exame em 2021, que avalia os serviços públicos dos 100 maiores municípios brasileiros.
Sob a gestão do prefeito Miguel Coelho, Petrolina lidera ainda o ranking das 100 maiores cidades do Brasil com menor índice de mortes por Covid-19, elaborado pela Macroplan.
Em 25 de setembro de 2021, Miguel Coelho filiou-se ao Democratas (DEM) e é pré-candidato ao Governo de Pernambuco pelo União Brasil, partido que resultou da fusão entre o DEM e o PSL.
É ainda secretário-geral da Frente Nacional de Prefeitos, cargo que ocupa desde 15 de abril de 2021.
Em 30 de março de 2022, renunciou à prefeitura de Petrolina para concorrer ao governo de Pernambuco nas eleições de 2022.
Com a saída de Miguel Coelho, Simão Durando, então vice-prefeito, assumiu o cargo no executivo municipal.

## Condecorações
- Destaque jovem político Grupo de Executivos do Recife (GERE).[29]

- Medalha do Mérito Policial Militar.[30]

- Ranking Urban Systems – Melhores Cidades para Fazer Negócios, 2021[23]

- Ranking Macroplan – Melhor Qualidade de Vida, 2021[24]

- Ranking Macroplan – Menor taxa de óbito por Covid, 2021[25]

- Ranking Ideb – Educação Básica, 2020[31]

- Ranking Sudene IGM, 2020[20]

- Prefeito Amigo da Criança, Fundação Abrinq, 2020[20]

- Selo Unicef 2020[20]

- Programa Nacional de Melhoria do Acesso e da Qualidade da Atenção Básica - Ministério da Saúde, 2018[22]

## Histórico eleitoral
| Ano  | Cargo                    | Partido                       | Partido | Coligação                                                                            | Partidos                                                                     | Votos para Miguel | Votos para Miguel | Votos para Miguel | Resultado     | Fontes        |
| Ano  | Cargo                    | Partido                       | Partido | Coligação                                                                            | Partidos                                                                     | Total             | %                 | P.                | Resultado     | Fontes        |
| ---- | ------------------------ | ----------------------------- | ------- | ------------------------------------------------------------------------------------ | ---------------------------------------------------------------------------- | ----------------- | ----------------- | ----------------- | ------------- | ------------- |
| 2014 | Deputado estadual        |                               | PSB     | Frente Popular de Pernambuco para Deputados Estaduais                                | PSB, PMDB, PC do B, PR, PSD, PSDB, PPL, DEM, PEN, PTC                        | 55.172            | 1,20%             | 16º               | Eleito        | [ 32 ] [ 33 ] |
| 2016 | Prefeito de Petrolina    | Petrolina com a Força do Povo | PSB     | PSB, PDT, PRTB, DEM, PSDC, PPL, PATRIOTA, PSC, SD, PR, PSD, PV, PTC, PSDB, PRP, REDE | 60.509                                                                       | 38,80%            | 1º                | Eleito            | [ 34 ] [ 35 ] |               |
| 2020 | Prefeito de Petrolina    |                               | MDB     | Petrolina com Força e União                                                          | PSC, PL, PATRIOTA, AVANTE, REPUBLICANOS, PROS, PP, PTB, PSDB, PRTB, DEM, MDB | 121.300           | 76,19%            | 1º                | Reeleito      | [ 36 ] [ 37 ] |
| 2022 | Governador de Pernambuco |                               | UNIÃO   | Pernambuco com Força de Novo                                                         | PODE, PSC, UNIÃO, PATRIOTA                                                   | 884.941           | 18,04%            | 5º                | Não eleito    | [ 38 ] [ 39 ] |